# Виаджо, Серхио
Серхио Виаджо (24 августа 1945, Буэнос-Айрес, Аргентина — 29 марта 2021) — аргентинский писатель, педагог, переводчик, почётный профессор университета Вик (Vic). Выпускник Университета дружбы народов им. П. Лумумбы (1971).

## Биография
Серхио Виаджо родился 24 августа 1945 года в Буэнос-Айресе, Аргентина. Высшее образование получил в России, в Российском университете дружбы народов имени Патриса Лумумбы в Москве. Специализировался на русском языке и литературе. В 1971 году защитил диплом на тему: «Проблемы метрического перевода с русского на испанский (на основе переводов поэзии Пушкина)».
По окончании учебы, в 1974 году работал переводчиком испанского отделения в штаб-квартире Организации Объединённых Наций в Нью-Йорке, через год перешёл работать в секцию переводчиков. В разное время работал в Верховном Суде штата Нью-Джерси, преподавал в около 20 учебных заведениях в Северной и Южной Америке, Европе, Африке.
С 1991 года и до ухода на пенсию занимал должность начальника отдела переводов Отделения Организации Объединенных Наций в Вене.
Серхио Виаджо — автор более пятидесяти работ в специализированных изданиях на разных языках. Переводил с английского, русского, французского и итальянского языков на испанский. Написал книгу «Общая теория интерлингвального посредничества» («Teoría general de la mediación interlingüe»), в которой описывал свою теорию перевода. Его перу принадлежит роман «Страна правосудия» («El país de la justicia»).
В последнее время являлся почётным членом Международной ассоциации переводчиков и специалистов по переводу, членом Международной ассоциации переводчиков (Asociación Internacional de Intérpretes de Conferencia, AIIC) и одним из основателей Европейского общества исследований перевода, в котором он работал до ухода в отставку в 1993 году.
Серхио Виаджо был почётным профессором университета Вик (Vic), 2005; доктором наук университета Bath, 2007.